# Torneo Clausura 2017 (El Salvador)
El torneo Clausura 2017, también conocido como Liga Mayor o Liga Pepsi por motivos de patrocinio, fue el trigésimo octavo torneo corto de fútbol en El Salvador desde el cambio de formato de la Primera División en 1998. El Santa Tecla, campeón del Apertura 2016, consiguió revalidar su título y acceder directamente a la CONCACAF Liga Campeones en su edición 2017-18; Alianza Fútbol Club (a pesar de haber perdido nuevamente la final) junto con Club Deportivo Águila, como equipo no finalista en el torneo anterior y en este con mejor posición en la tabla acumulada, consiguieron el boleto para representar al fútbol salvadoreño en la recién creada fase previa de la Liga de Campeones, la Liga Concacaf. Al finalizar la fase regular del torneo, de conformidad a las bases de competencia, el equipo de la Universidad de El Salvador descendió a Segunda División después de 7 años de permanencia en la máxima categoría tras haber obtenido un punto menos que Dragón en la tabla acumulada.

## Sistema de competición[5]
Como en las temporadas precedentes el torneo consistió de dos etapas, la primera de ellas un único grupo con los doce equipos participantes que mediante un sistema de liga se enfrentarán todos contra todos en dos ocasiones, una en campo propio y otra en campo contrario, sumando un total de 22 jornadas. El orden de los encuentros fue el mismo obtenido en el sorteo celebrado el 29 de junio de 2016 y que coincide con el mismo calendario del torneo Apertura 2016. Para establecer la clasificación final, se asignaron tres puntos al equipo vencedor de cada encuentro, uno en caso de empate, y ninguno en caso de derrota, resultando clasificados a la segunda etapa del torneo los ocho equipos con mayor cantidad de puntos en la tabla general, siendo criterios de desempate los siguientes:
- Mayor diferencia entre goles a favor y en contra de todos los encuentros del campeonato,
- Mayor cantidad de goles a favor de todos los encuentros del campeonato,
- Serie particular entre los equipos empatados durante el campeonato.
- Sorteo entre los equipos empatados

La segunda etapa del torneo fue de eliminación simple a visita recíproca entre los ocho equipos previamente clasificados de la siguiente forma:
- Serie 1: primero contra octavo,
- Serie 2: segundo contra séptimo,
- Serie 3: tercero contra sexto,
- Serie 4: cuarto contra quinto,
- Semifinal 1: ganador serie 1 contra ganador serie 4
- Semifinal 2: ganador serie 2 contra ganador serie 3

En esta etapa el único criterio de desempate será la posición en la clasificación final, exceptuando la final que deberá definirse en caso de empate dentro de los noventa minutos reglamentarios por una prórroga de treinta minutos o mediante una tanda de penalties entre ambos equipos.

### Descenso a Segunda División
Al finalizar la primera etapa del torneo el equipo que ocupó el último lugar en la tabla acumulada del presente torneo y el Apertura 2016, descendió automáticamente a la Segunda División profesional, estableciendo las bases de competencia que de ocupar un lugar en la segunda etapa del torneo en curso, este sería sustituido por el siguiente equipo con mayor puntaje en la clasificación final. En caso de empate en puntos de los dos últimos equipos en la tabla acumulada estos deberán disputar un juego adicional en campo neutral para definir al descendido, que será el equipo que pierda tras los noventa minutos reglamentarios, prórroga de treinta minutos o tanda de penaltis según corresponda.

### Clasificación a la Liga de Campeones de la Concacaf
El Salvador tiene asignadas 3 plazas al torneo continental, dos para la fase previa y uno directamente a la fase final. Clasifican a la fase previa el equipo campeón de torneo con peor posición en la tabla acumulada y el equipo subcampeón de torneo con mejor ubicación en la tabla acumulada; clasifica a la Liga de Campeones de la Concacaf el equipo campeón de torneo con mejor posición en la tabla acumulada.
En el caso de que un mismo equipo sea campeón de ambos torneos este clasifica directamente a la Liga de Campeones mientras que los subcampeones clasifican a la fase previa, de ser el mismo equipo el subcampeón de ambos torneos este clasifica directamente a la fase previa del torneo continental mientras que la segunda plaza sería ocupada por el equipo con mejor posición en la tabla acumulada; de ser distintos campeones y el mismo equipo subcampeón en ambos torneos, este clasifica directamente a la fase previa acompañado por el campeón con peor ubicación en la tabla acumulada.

## Participantes
| Equipos del Clausura 2017           |                                           |
| Alianza Fútbol Club                 | Club Deportivo Luis Ángel Firpo           |
| Asociación Deportiva Isidro Metapán | Club Deportivo Municipal Limeño           |
| Club Deportivo Águila               | Club Deportivo Universidad de El Salvador |
| Club Deportivo Chalatenango         | Pasaquina Fútbol Club                     |
| Club Deportivo Dragón               | Santa Tecla Fútbol Club                   |
| Club Deportivo FAS                  | Sonsonate Fútbol Club                     |

Estuvieron representados ocho de los catorce departamentos que conforman la República de El Salvador, siendo representados con dos equipos los departamentos de San Salvador, San Miguel (en ambos las cabeceras departamentales y ciudades homónimas), Santa Ana (la cabecera departamental homónima y la ciudad de Metapán) y La Unión (ciudades de Pasaquina y Santa Rosa de Lima), y con un equipo cada uno los departamentos de Sonsonate, La Libertad, Chalatenango y Usulután. La región occidental estuvo representada por tres equipos, la región central por cuatro, y la región oriental por cinco equipos.

### Información de los equipos
| Equipo                          | Ciudad             | Entrenador             | Estadio                                                          | Aforo  | Patrocinador                  |
| ------------------------------- | ------------------ | ---------------------- | ---------------------------------------------------------------- | ------ | ----------------------------- |
| Alianza F.C.                    | San Salvador       | Jorge Zarco Rodríguez  | Cuscatlán (San Salvador)                                         | 53,400 | Tigo El Salvador              |
| A.D. Isidro Metapán             | Metapán            | Álvaro Misael Alfaro   | Jorge "Calero" Suárez (Metapán)                                  | 4,000  | Agroindustrias GUMARSAL       |
| C.D. Águila                     | San Miguel         | Jorge Daniel Casanova  | Ramón Flores Berríos (Santa Rosa de Lima)1 2                     | 5,000  | Tigo El Salvador              |
| C.D. Chalatenango               | Chalatenango       | Carlos Mijangos        | José Gregorio Martínez (Chalatenango)                            | 15,000 | Ferretería Lemus              |
| C.D. Dragón                     | San Miguel         | Henry Vanegas Pacheco  | Municipal de Chapeltique (Chapeltique)1 3                        | 5,000  | Embotelladora Electropura     |
| C.D. FAS                        | Santa Ana          | Emiliano José Pedrozo  | Óscar Quiteño (Santa Ana)                                        | 17,500 | Tigo El Salvador              |
| C.D. Luis Ángel Firpo           | Usulután           | Juan Ramón Sánchez     | Sergio Torres (Usulután)                                         | 7,000  | Industrias La Constancia      |
| C.D. Municipal Limeño           | Santa Rosa de Lima | Hugo Marcelo Ovelar    | Ramón Flores Berríos (Santa Rosa de Lima)                        | 6,000  | Innova SPORTS                 |
| C.D. Universidad de El Salvador | San Salvador       | Efraín Chirolón Burgos | Héroes y Mártires del 30 de julio de 1975 (Ciudad Universitaria) | 10,000 | Alba Petróleos de El Salvador |
| Pasaquina F.C.                  | Pasaquina          | Omar David Sevilla     | San Sebastián (Pasaquina)                                        | 3,000  | Tigo El Salvador              |
| Santa Tecla F.C.                | Santa Tecla        | Ernesto Carucha Corti  | Las Delicias (Santa Tecla)                                       | 10,000 | Claro El Salvador             |
| Sonsonate F.C.                  | Sonsonate          | Eraldo Correia Ribeiro | Ana Mercedes Campos (Sonsonate)                                  | 8,000  | ALCASA                        |

1 C.D. Águila y C.D. Dragón tienen como sede el estadio Juan Francisco Barraza en San Miguel; actualmente este escenario se encuentra en remodelaciones por lo que ambos equipos han debido trasladar de sede sus juegos de local.

2 C.D. Águila ha trasladado algunos juegos de local al estadio Cuscatlán.
3 C.D. Dragón inició el torneo con sede en Santa Rosa de Lima, pero a partir de la jornada 13 decidió cambiar su sede al estadio Municipal de Chapeltique, en el departamento de San Miguel.

### Cambios de entrenadores
| Equipo                | Entrenadores                               | Fecha de sustitución  |
| --------------------- | ------------------------------------------ | --------------------- |
| C.D. Chalatenango     | Carlos Alberto Mijangos (Jornadas 1 a 4)   | 3 de febrero de 2017  |
| C.D. Chalatenango     | Melvin Giovanny Portillo (Jornada 5)       | 4 de febrero de 2017  |
| C.D. Chalatenango     | William Renderos Iraheta (Jornada 6 a 17)  | 6 de abril de 2017    |
| C.D. Chalatenango     | Carlos Alberto Mijangos                    |                       |
| C.D. Municipal Limeño | Francisco Robles (Jornadas 1 a 7)          | 12 de febrero de 2017 |
| C.D. Municipal Limeño | Hugo Marcelo Ovelar                        |                       |
| C.D. Dragón           | Nelson Mauricio Ancheta (Jornada 1 a 8)    | 20 de febrero de 2017 |
| C.D. Dragón           | Abel Blanco (Jornada 9 a 11)               | 6 de marzo de 2017    |
| C.D. Dragón           | Víctor Manuel Coreas (Jornada 12 a 13)     | 20 de marzo de 2017   |
| C.D. Dragón           | Santos Noel Rivera (Jornada 14)            | 23 de marzo de 2017   |
| C.D. Dragón           | Henry Vanegas Pacheco                      |                       |
| Sonsonate F.C.        | Agustín Chochera Castillo (Jornada 1 a 10) | 25 de febrero de 2017 |
| Sonsonate F.C.        | Ernesto Góchez Lovo (Jornada 11 a 13)      | 20 de marzo de 2017   |
| Sonsonate F.C.        | Eraldo Correia Ribeiro                     |                       |
| C.D. FAS              | Osvaldo Pichi Escudero (Jornada 1 a 10)    | 26 de febrero de 2017 |
| C.D. FAS              | Emiliano José Pedrozo                      |                       |
| A.D. Isidro Metapán   | Roberto Toto Gamarra (Jornada 1 a 21)      | 24 de abril de 2017   |
| A.D. Isidro Metapán   | Álvaro Misael Alfaro                       |                       |

## Clasificación final

### Clasificación final Clausura 2017
|  |     | Equipos               |  | PJ | G  | E  | P  | GF | GC | Dif. | Pts. |
|  | --- | --------------------- |  | -- | -- | -- | -- | -- | -- | ---- | ---- |
|  | 1.  | Alianza F.C.          |  | 22 | 13 | 5  | 4  | 38 | 21 | +17  | 44   |
|  | 2.  | C.D. Águila           |  | 22 | 9  | 10 | 3  | 25 | 14 | +11  | 37   |
|  | 3.  | Santa Tecla F.C.      |  | 22 | 9  | 7  | 6  | 36 | 27 | +9   | 34   |
|  | 4.  | A.D. Isidro Metapán   |  | 22 | 9  | 7  | 6  | 28 | 21 | +7   | 34   |
|  | 5.  | C.D. Luis Ángel Firpo |  | 22 | 8  | 7  | 7  | 34 | 36 | -2   | 31   |
|  | 6.  | C.D. FAS              |  | 22 | 7  | 10 | 5  | 21 | 23 | -2   | 31   |
|  | 7.  | C.D. Municipal Limeño |  | 22 | 7  | 6  | 9  | 26 | 32 | -6   | 27   |
|  | 8.  | Pasaquina F.C.        |  | 22 | 6  | 8  | 8  | 24 | 23 | +1   | 26   |
|  | 9.  | C.D. UES              |  | 22 | 6  | 8  | 8  | 28 | 32 | -4   | 26   |
|  | 10. | C.D. Dragón           |  | 22 | 7  | 4  | 11 | 24 | 30 | -6   | 25   |
|  | 11. | Sonsonate F.C.        |  | 22 | 6  | 3  | 13 | 24 | 36 | -12  | 21   |
|  | 12. | C.D. Chalatenango     |  | 22 | 5  | 5  | 12 | 26 | 39 | -13  | 20   |

|  | Los equipos en estas posiciones clasifican a la siguiente fase y poseen ventaja deportiva prioritaria en cuartos de final y semifinales. |
|  | Los equipos en estas posiciones clasifican a la siguiente fase y poseen ventaja deportiva secundaria en cuartos de final y semifinales.  |
|  | Los equipos en estas posiciones clasifican a la siguiente fase, pero no poseen ventaja deportiva.                                        |

NOTAS:
- En caso de empate a puntos se toma primero en cuenta la mayor diferencia de goles anotados y recibidos de los equipos en disputa, seguido de la mayor cantidad de goles anotados y finalmente la serie particular entre los equipos en disputa. De prevalecer el empate al final del torneo, se deciden las posiciones en disputa por sorteo.
- Si se enfrentan dos equipos con el mismo código de color en la fase final, tiene ventaja deportiva el que haya obtenido mejor posición en la tabla.

#### Evolución de la clasificación
| Jornada / Equipo | 1  | 2  | 3  | 4  | 5  | 6  | 7  | 8  | 9  | 10 | 11 | 12 | 13 | 14 | 15 | 16 | 17 | 18 | 19 | 20 | 21 | 22 |
| Jornada / Equipo |    |    |    |    |    |    |    |    |    |    |    |    |    |    |    |    |    |    |    |    |    |    |
| ---------------- | -- | -- | -- | -- | -- | -- | -- | -- | -- | -- | -- | -- | -- | -- | -- | -- | -- | -- | -- | -- | -- | -- |
| Alianza          | 5  | 8  | 4  | 1  | 1  | 1  | 1  | 1  | 1  | 1  | 1  | 1  | 1  | 1  | 1  | 1  | 1  | 1  | 1  | 1  | 1  | 1  |
| Águila           | 1  | 3  | 5  | 2  | 5  | 2  | 4  | 3  | 2  | 3  | 3  | 3  | 3  | 4  | 4  | 4  | 4  | 4  | 3  | 2  | 2  | 2  |
| Santa Tecla      | 9  | 11 | 12 | 11 | 6  | 7  | 7  | 6  | 4  | 5  | 4  | 2  | 2  | 3  | 3  | 3  | 3  | 3  | 2  | 3  | 3  | 3  |
| Metapán          | 2  | 1  | 1  | 4  | 7  | 3  | 2  | 2  | 3  | 2  | 2  | 4  | 4  | 2  | 2  | 2  | 2  | 2  | 4  | 4  | 4  | 4  |
| Firpo            | 12 | 5  | 2  | 5  | 3  | 4  | 3  | 4  | 5  | 4  | 5  | 5  | 5  | 5  | 5  | 5  | 5  | 5  | 5  | 5  | 6  | 5  |
| FAS              | 4  | 7  | 10 | 9  | 10 | 11 | 11 | 10 | 10 | 10 | 9  | 9  | 8  | 7  | 6  | 7  | 7  | 7  | 7  | 6  | 5  | 6  |
| Municipal Limeño | 8  | 2  | 3  | 7  | 8  | 10 | 10 | 8  | 8  | 9  | 7  | 8  | 7  | 8  | 7  | 8  | 8  | 8  | 8  | 8  | 7  | 7  |
| Pasaquina        | 6  | 9  | 8  | 8  | 9  | 8  | 8  | 9  | 9  | 7  | 6  | 6  | 6  | 6  | 8  | 6  | 6  | 6  | 6  | 7  | 8  | 8  |
| UES              | 3  | 6  | 7  | 6  | 4  | 6  | 5  | 5  | 6  | 6  | 8  | 7  | 9  | 9  | 9  | 9  | 9  | 9  | 9  | 9  | 9  | 9  |
| Dragón           | 7  | 10 | 9  | 10 | 11 | 9  | 9  | 11 | 11 | 11 | 11 | 11 | 10 | 11 | 10 | 10 | 10 | 10 | 10 | 10 | 10 | 10 |
| Sonsonate        | 10 | 4  | 6  | 3  | 2  | 5  | 6  | 7  | 7  | 8  | 10 | 10 | 11 | 10 | 11 | 11 | 11 | 11 | 12 | 12 | 11 | 11 |
| Chalatenango     | 11 | 12 | 11 | 12 | 12 | 12 | 12 | 12 | 12 | 12 | 12 | 12 | 12 | 12 | 12 | 12 | 12 | 12 | 11 | 11 | 12 | 12 |

NOTAS:

- Por compromisos de jugadores llamados a Selección Nacional para disputar amistosos internacionales las posiciones de Alianza y Santa Tecla (jornadas 14 y 16 a 18), y Chalatenango y Firpo (jornadas 15 a 18) con un partido menos; posiciones de Alianza y Santa Tecla (jornada 15) con dos partidos menos.

### Tabla acumulada Temporada 2016-17
|  |     | Equipos               |  | PJ | G  | E  | P  | GF | GC | Dif. | Pts. |
|  | --- | --------------------- |  | -- | -- | -- | -- | -- | -- | ---- | ---- |
|  | 1.  | Alianza F.C.          |  | 44 | 23 | 11 | 10 | 83 | 48 | +35  | 80   |
|  | 2.  | C.D. Águila           |  | 44 | 19 | 19 | 6  | 50 | 28 | +22  | 76   |
|  | 3.  | Santa Tecla F.C.      |  | 44 | 20 | 12 | 12 | 67 | 54 | +13  | 72   |
|  | 4.  | A.D. Isidro Metapán   |  | 44 | 18 | 13 | 13 | 60 | 47 | +13  | 67   |
|  | 5.  | C.D. FAS              |  | 44 | 15 | 17 | 12 | 48 | 49 | -1   | 62   |
|  | 6.  | Sonsonate F.C.        |  | 44 | 17 | 10 | 17 | 59 | 57 | +2   | 61   |
|  | 7.  | C.D. Municipal Limeño |  | 44 | 16 | 13 | 15 | 57 | 61 | -4   | 61   |
|  | 8.  | C.D. Luis Ángel Firpo |  | 44 | 15 | 14 | 15 | 60 | 66 | -6   | 59   |
|  | 9.  | Pasaquina F.C.        |  | 44 | 14 | 13 | 17 | 52 | 58 | -6   | 55   |
|  | 10. | C.D. Chalatenango     |  | 44 | 11 | 10 | 22 | 53 | 75 | -22  | 43   |
|  | 11. | C.D. Dragón           |  | 44 | 9  | 12 | 23 | 43 | 73 | -30  | 39   |
|  | 12. | C.D. UES              |  | 44 | 8  | 14 | 22 | 54 | 80 | -26  | 38   |

|  | Clasificado a la Liga de Campeones de la Concacaf 2017-18.                   |
|  | Clasificado a la fase previa de la Liga de Campeones de la Concacaf 2017-18. |
|  | Descendido a Segunda División.                                               |

NOTAS:
- El equipo campeón de torneo que se ubique en mejor posición en la tabla acumulada clasifica directamente a la Liga de Campeones de la CONCACAF. De ser un mismo equipo campeón en ambos torneos, este clasifica automáticamente al torneo continental.
- Clasifican a la fase previa de la Liga de Campeones de la Concacaf el campeón de torneo con peor posición en la tabla acumulada y el equipo subcampeón con mejor ubicación en la misma. De ser un mismo equipo subcampeón en ambos torneos, este clasifica automáticamente a la fase previa del torneo continental.
- Dado que Santa Tecla y Alianza fueron finalistas en ambos torneos, el equipo (a excepción de ellos) con mejor posición en la tabla acumulada clasifica a la fase previa de la Liga de Campeones.
- Desciende a Segunda División el equipo que quede en la última posición de la tabla acumulada; en caso de empate a puntos entre el penúltimo y el último, se decidirá al descendido mediante un partido de desempate en campo neutral.

## Partidos y Resultados
Los horarios corresponden a la CST (Hora estándar del centro), UTC-6 durante todo el año.
Los derechos televisivos de los encuentros están repartidos entre Canal 4 de Telecorporación Salvadoreña, que los transmite en televisión abierta, y el canal de suscripción por cable Tigo Sports. Los encuentros deportivos son narrados en vivo también por medio de numerosas radios a nivel nacional y local, siendo las de mayor audiencia por su alcance Radio YSKL y Radio Monumental.

### Fase regular (Liga)

#### Primera Vuelta
| Pasaquina F.C.    | 1 - 1 | Alianza F.C.          | San Sebastián          | 14 de enero    | 15:00 | No transmitido  |
| C.D. Águila       | 5 - 2 | C.D. Luis Ángel Firpo | Cuscatlán              | 15 de enero    | 15:00 | Tigo Sports     |
| C.D. Dragón       | 0 - 0 | Municipal Limeño      | Ramón Flores Berríos   | 15 de enero    | 15:00 | No transmitido  |
| C.D. FAS          | 2 - 2 | C.D. UES              | Óscar Quiteño          | 15 de enero    | 15:00 | Canal 4** 16:30 |
| C.D. Chalatenango | 1 - 2 | A.D. Isidro Metapán   | José Gregorio Martínez | 15 de enero    | 15:00 | No transmitido  |
| Santa Tecla F.C.  | 2 - 0 | Sonsonate F.C.        | Las Delicias           | 1 de febrero 1 | 19:00 | Tigo Sports     |

| C.D. Luis Ángel Firpo | 3 - 2 | Pasaquina F.C.    | Sergio Torres         | 21 de enero    | 18:30 | No transmitido |
| Sonsonate F.C.        | 3 - 2 | C.D. Chalatenango | Ana Mercedes Campos   | 21 de enero    | 18:30 | Canal 4        |
| A.D. Isidro Metapán   | 1 - 0 | C.D. Dragón       | Jorge "Calero" Suárez | 21 de enero    | 19:00 | Tigo Sports    |
| C.D. Municipal Limeño | 2 - 0 | C.D. Águila       | Ramón Flores Berríos  | 22 de enero    | 15:30 | Tigo Sports    |
| Alianza F.C.          | 3 - 1 | C.D. FAS          | Cuscatlán             | 1 de febrero 1 | 19:15 | Canal 4        |
| C.D. UES              | 2 - 3 | Santa Tecla F.C.  | Héroes y Mártires     | 1 de marzo 1   | 17:30 | No transmitido |

| C.D. Dragón           | 2 - 2 | Sonsonate F.C.        | Ramón Flores Berríos   | 24 de enero | 15:00 | No transmitido |
| C.D. Municipal Limeño | 3 - 3 | A.D. Isidro Metapán   | Ramón Flores Berríos   | 25 de enero | 15:00 | No transmitido |
| C.D. Chalatenango     | 1 - 1 | C.D. UES              | José Gregorio Martínez | 25 de enero | 18:30 | No transmitido |
| Santa Tecla F.C.      | 0 - 2 | Alianza F.C.          | Las Delicias           | 25 de enero | 19:00 | Canal 4        |
| C.D. FAS              | 1 - 2 | C.D. Luis Ángel Firpo | Óscar Quiteño          | 25 de enero | 19:00 | Tigo Sports    |
| C.D. Águila           | 1 - 1 | Pasaquina F.C.        | Ramón Flores Berríos   | 26 de enero | 15:00 | Canal 4        |

| Sonsonate F.C.        | 2 - 1 | C.D. Municipal Limeño | Ana Mercedes Campos   | 28 de enero | 16:00 | Tigo Sports    |
| C.D. Luis Ángel Firpo | 1 - 1 | Santa Tecla F.C.      | Sergio Torres         | 28 de enero | 18:30 | No transmitido |
| A.D. Isidro Metapán   | 0 - 1 | C.D. Águila           | Jorge "Calero" Suárez | 28 de enero | 19:00 | Canal 4        |
| Pasaquina F.C.        | 0 - 0 | C.D. FAS              | San Sebastián         | 29 de enero | 15:00 | No transmitido |
| Alianza F.C.          | 2 - 0 | C.D. Chalatenango     | Cuscatlán             | 29 de enero | 15:15 | Canal 4        |
| C.D. UES              | 3 - 2 | C.D. Dragón           | Héroes y Mártires     | 30 de enero | 17:30 | Tigo Sports    |

| Santa Tecla F.C.      | 1 - 0 | Pasaquina F.C.        | Las Delicias           | 4 de febrero | 17:00 | Tigo Sports    |
| C.D. Águila           | 0 - 0 | C.D. FAS              | Cuscatlán              | 4 de febrero | 18:30 | Canal 4        |
| C.D. Chalatenango     | 2 - 3 | C.D. Luis Ángel Firpo | José Gregorio Martínez | 4 de febrero | 18:30 | No transmitido |
| A.D. Isidro Metapán   | 1 - 2 | Sonsonate F.C.        | Jorge "Calero" Suárez  | 4 de febrero | 19:00 | No transmitido |
| C.D. Dragón           | 2 - 3 | Alianza F.C.          | Cuscatlán              | 5 de febrero | 15:15 | Tigo Sports    |
| C.D. Municipal Limeño | 0 - 3 | C.D. UES              | Ramón Flores Berríos   | 5 de febrero | 15:30 | Canal 4        |

| Pasaquina F.C.        | 2 - 1 | C.D. Chalatenango     | San Sebastián       | 8 de febrero | 15:00 | No transmitido |
| C.D. UES              | 2 - 3 | A.D. Isidro Metapán   | Héroes y Mártires   | 8 de febrero | 17:30 | No transmitido |
| Sonsonate F.C.        | 0 - 2 | C.D. Águila           | Ana Mercedes Campos | 8 de febrero | 18:30 | Canal 4        |
| C.D. Luis Ángel Firpo | 0 - 1 | C.D. Dragón           | Sergio Torres       | 8 de febrero | 18:30 | No transmitido |
| Alianza F.C.          | 5 - 2 | C.D. Municipal Limeño | Cuscatlán           | 8 de febrero | 19:15 | Tigo Sports    |
| C.D. FAS              | 0 - 2 | Santa Tecla F.C.      | Óscar Quiteño       | 9 de marzo 2 | 19:00 | Tigo Sports    |

| C.D. Dragón           | 2 - 2 | Pasaquina F.C.        | Ramón Flores Berríos   | 11 de febrero | 15:00 | No transmitido |
| C.D. Chalatenango     | 2 - 2 | C.D. FAS              | José Gregorio Martínez | 11 de febrero | 18:30 | No transmitido |
| Sonsonate F.C.        | 0 - 1 | C.D. UES              | Ana Mercedes Campos    | 11 de febrero | 18:30 | Tigo Sports    |
| A.D. Isidro Metapán   | 3 - 1 | Alianza F.C.          | Jorge "Calero" Suárez  | 11 de febrero | 19:00 | Canal 4        |
| C.D. Águila           | 1 - 1 | Santa Tecla F.C.      | Cuscatlán              | 12 de febrero | 15:00 | Tigo Sports    |
| C.D. Municipal Limeño | 0 - 3 | C.D. Luis Ángel Firpo | Ramón Flores Berríos   | 12 de febrero | 15:30 | Canal 4        |

| C.D. UES              | 0 - 1 | C.D. Águila           | Héroes y Mártires | 16 de febrero | 17:30 | Canal 4         |
| Pasaquina F.C.        | 0 - 1 | C.D. Municipal Limeño | San Sebastián     | 18 de febrero | 15:00 | No transmido    |
| Santa Tecla F.C.      | 4 - 2 | C.D. Chalatenango     | Las Delicias      | 18 de febrero | 17:00 | Tigo Sports     |
| C.D. Luis Ángel Firpo | 1 - 3 | A.D. Isidro Metapán   | Sergio Torres     | 18 de febrero | 18:30 | Canal 4         |
| Alianza F.C.          | 2 - 1 | Sonsonate F.C.        | Cuscatlán         | 19 de febrero | 15:15 | Canal 4** 18:00 |
| C.D. FAS              | 2 - 1 | C.D. Dragón           | Óscar Quiteño     | 19 de febrero | 15:45 | Tigo Sports     |

| C.D. Águila           | 3 - 1 | C.D. Chalatenango     | Ramón Flores Berríos  | 21 de febrero | 15:30 | No transmitido |
| C.D. Dragón           | 3 - 0 | Santa Tecla F.C.      | Ramón Flores Berríos  | 22 de febrero | 15:30 | No transmitido |
| C.D. UES              | 2 - 2 | Alianza F.C.          | Héroes y Mártires     | 22 de febrero | 18:00 | Tigo Sports    |
| A.D. Isidro Metapán   | 1 - 1 | Pasaquina F.C.        | Jorge "Calero" Suárez | 22 de febrero | 19:00 | No transmitido |
| Sonsonate F.C.        | 2 - 2 | C.D. Luis Ángel Firpo | Ana Mercedes Campos   | 22 de febrero | 19:00 | No transmitido |
| C.D. Municipal Limeño | 1 - 1 | C.D. FAS              | Ramón Flores Berríos  | 23 de febrero | 15:00 | No transmitido |

| Pasaquina F.C.        | 2 - 1 | Sonsonate F.C.        | San Sebastián          | 25 de febrero | 15:00 | No transmitido |
| C.D. Chalatenango     | 1 - 0 | C.D. Dragón           | José Gregorio Martínez | 25 de febrero | 18:30 | No transmitido |
| C.D. Luis Ángel Firpo | 4 - 2 | C.D. UES              | Sergio Torres          | 25 de febrero | 18:30 | Tigo Sports    |
| C.D. Águila           | 0 - 0 | Alianza F.C.          | Cuscatlán              | 26 de febrero | 15:15 | Canal 4        |
| C.D. FAS              | 0 - 3 | A.D. Isidro Metapán   | Óscar Quiteño          | 26 de febrero | 15:30 | Tigo Sports    |
| Santa Tecla F.C.      | 2 - 2 | C.D. Municipal Limeño | Las Delicias           | 26 de febrero | 17:00 | No transmitido |

| Pasaquina F.C.        | 2 - 0 | C.D. UES              | San Sebastián         | 4 de marzo | 15:00 | No transmitido |
| C.D. Dragón           | 0 - 2 | C.D. Águila           | Ramón Flores Berríos  | 4 de marzo | 15:00 | No transmitido |
| Sonsonate F.C.        | 0 - 1 | C.D. FAS              | Ana Mercedes Campos   | 4 de marzo | 18:30 | Tigo Sports    |
| A.D. Isidro Metapán   | 1 - 0 | Santa Tecla F.C.      | Jorge "Calero" Suárez | 4 de marzo | 19:00 | No transmitido |
| C.D. Municipal Limeño | 4 - 1 | C.D. Chalatenango     | Ramón Flores Berríos  | 5 de marzo | 15:00 | No transmitido |
| Alianza F.C.          | 1 - 0 | C.D. Luis Ángel Firpo | Cuscatlán             | 5 de marzo | 15:15 | Canal 4        |

NOTAS:
1 Juegos reprogramados por compromisos de jugadores de Selección Nacional en Copa Centroamericana
2 Juego reprogramado por compromisos de jugadores de Selección sub-20 en amistosos internacionales.
* Transmisión de juego en simultáneo con otro
** Transmisión de juego en horario diferido

#### Segunda Vuelta
| Alianza F.C.          | 1 - 0 | Pasaquina F.C.    | Cuscatlán             | 8 de marzo  | 19:15 | Canal 4     |
| C.D. Luis Ángel Firpo | 0 - 0 | C.D. Águila       | Sergio Torres         | 11 de marzo | 19:00 | Canal 4     |
| A.D. Isidro Metapán   | 0 - 1 | C.D. Chalatenango | Jorge "Calero" Suárez | 11 de marzo | 19:00 | Tigo Sports |
| C.D. Municipal Limeño | 0 - 3 | C.D. Dragón       | Ramón Flores Berríos  | 12 de marzo | 15:00 | Canal 4     |
| Sonsonate F.C.        | 1 - 4 | Santa Tecla F.C.  | Ana Mercedes Campos   | 12 de marzo | 15:00 | Tigo Sports |
| C.D. UES              | 1 - 1 | C.D. FAS          | Héroes y Mártires     | 13 de marzo | 17:30 | Canal 4     |

| Pasaquina F.C.    | 3 - 0 | C.D. Luis Ángel Firpo | San Sebastián            | 18 de marzo | 15:00 | No transmitido |
| C.D. Dragón       | 2 - 1 | A.D. Isidro Metapán   | Municipal de Chapeltique | 18 de marzo | 15:00 | No transmitido |
| Santa Tecla F.C.  | 0 - 0 | C.D. UES              | Las Delicias             | 18 de marzo | 17:00 | Tigo Sports    |
| C.D. Chalatenango | 1 - 0 | Sonsonate F.C.        | José Gregorio Martínez   | 18 de marzo | 18:30 | Canal 4        |
| C.D. Águila       | 1 - 2 | C.D. Municipal Limeño | Cuscatlán                | 19 de marzo | 15:00 | Tigo Sports    |
| C.D. FAS          | 1 - 0 | Alianza F.C.          | Óscar Quiteño            | 19 de marzo | 15:30 | Canal 4        |

| Pasaquina F.C.        | 1 - 1 | C.D. Águila           | San Sebastián         | 22 de marzo  | 15:00 | No transmitido |
| C.D. UES              | 2 - 2 | C.D. Chalatenango     | Héroes y Mártires     | 22 de marzo  | 17:30 | Tigo Sports    |
| Sonsonate F.C.        | 2 - 0 | C.D. Dragón           | Ana Mercedes Campos   | 22 de marzo  | 18:30 | No transmitido |
| C.D. Luis Ángel Firpo | 1 - 1 | C.D. FAS              | Sergio Torres         | 22 de marzo  | 19:00 | Canal 4        |
| A.D. Isidro Metapán   | 1 - 0 | C.D. Municipal Limeño | Jorge "Calero" Suárez | 22 de marzo  | 19:00 | No transmitido |
| Alianza F.C.          | 0 - 2 | Santa Tecla F.C.      | Cuscatlán             | 29 de marzo3 | 19:15 | Canal 4        |

| C.D. Águila           | 1 - 1 | A.D. Isidro Metapán   | Ramón Flores Berríos     | 25 de marzo   | 15:00 | Canal 4        |
| C.D. Dragón           | 2 - 0 | C.D. UES              | Municipal de Chapeltique | 25 de marzo   | 15:15 | No transmitido |
| C.D. Municipal Limeño | 1 - 0 | Sonsonate F.C.        | Ramón Flores Berríos     | 26 de marzo   | 15:00 | Canal 4        |
| C.D. FAS              | 1 - 0 | Pasaquina F.C.        | Óscar Quiteño            | 26 de marzo   | 15:30 | Tigo Sports    |
| Santa Tecla F.C.      | 5 - 2 | C.D. Luis Ángel Firpo | Las Delicias             | 12 de abril 3 | 16:00 | No transmitido |
| C.D. Chalatenango     | 1 - 3 | Alianza F.C.          | José Gregorio Martínez   | 12 de abril 3 | 19:00 | No transmitido |

| C.D. UES              | 1 - 1 | C.D. Municipal Limeño | Héroes y Mártires   | 31 de marzo | 17:30 | Tigo Sports    |
| Pasaquina F.C.        | 4 - 1 | Santa Tecla F.C.      | San Sebastián       | 1 de abril  | 15:00 | No transmitido |
| Sonsonate F.C.        | 2 - 3 | A.D. Isidro Metapán   | Ana Mercedes Campos | 1 de abril  | 18:30 | -              |
| C.D. Luis Ángel Firpo | 3 - 1 | C.D. Chalatenango     | Sergio Torres       | 1 de abril  | 19:00 | Canal 4        |
| Alianza F.C.          | 3 - 1 | C.D. Dragón           | Cuscatlán           | 2 de abril  | 15:15 | Tigo Sports    |
| C.D. FAS              | 0 - 0 | C.D. Águila           | Óscar Quiteño       | 2 de abril  | 15:30 | Canal 4        |

| C.D. Municipal Limeño | 0 - 2 | Alianza F.C.          | Ramón Flores Berríos     | 5 de abril | 15:15 | No transmitido |
| C.D. Dragón           | 1 - 2 | C.D. Luis Ángel Firpo | Municipal de Chapeltique | 5 de abril | 15:15 | No transmitido |
| C.D. Chalatenango     | 1 - 1 | Pasaquina F.C.        | José Gregorio Martínez   | 5 de abril | 18:30 | No transmitido |
| A.D. Isidro Metapán   | 0 - 0 | C.D. UES              | Jorge "Calero" Suárez    | 5 de abril | 19:00 | No transmitido |
| Santa Tecla F.C.      | 3 - 3 | C.D. FAS              | Las Delicias             | 5 de abril | 19:00 | Canal 4        |
| C.D. Águila           | 2 - 0 | Sonsonate F.C.        | Cuscatlán                | 5 de abril | 19:30 | Tigo Sports    |

| Pasaquina F.C.        | 1 - 0 | C.D. Dragón           | San Sebastián     | 8 de abril | 15:00 | No transmitido |
| Santa Tecla F.C.      | 0 - 0 | C.D. Águila           | Las Delicias      | 8 de abril | 17:00 | Tigo Sports    |
| C.D. Luis Ángel Firpo | 0 - 0 | C.D. Municipal Limeño | Sergio Torres     | 8 de abril | 19:00 | Canal 4        |
| C.D. UES              | 1 - 0 | Sonsonate F.C.        | Héroes y Mártires | 9 de abril | 15:00 | No transmitido |
| Alianza F.C.          | 0 - 0 | A.D. Isidro Metapán   | Cuscatlán         | 9 de abril | 15:15 | Canal 4        |
| C.D. FAS              | 1 - 0 | C.D. Chalatenango     | Óscar Quiteño     | 9 de abril | 15:30 | Tigo Sports    |

| C.D. Águila           | 3 - 2 | C.D. UES              | Cuscatlán                | 12 de abril | 19:00 | Tigo Sports    |
| C.D. Dragón           | 1 - 1 | C.D. FAS              | Municipal de Chapeltique | 13 de abril | 15:15 | No transmitido |
| C.D. Chalatenango     | 2 - 1 | Santa Tecla F.C.      | José Gregorio Martínez   | 15 de abril | 18:30 | No transmitido |
| A.D. Isidro Metapán   | 0 - 1 | C.D. Luis Ángel Firpo | Jorge "Calero" Suárez    | 15 de abril | 19:00 | Canal 4        |
| Sonsonate F.C.        | 2 - 4 | Alianza F.C.          | Cuscatlán                | 16 de abril | 15:15 | Canal 4        |
| C.D. Municipal Limeño | 3 - 0 | Pasaquina F.C.        | Ramón Flores Berríos     | 16 de abril | 15:30 | No transmitido |

| Pasaquina F.C.        | 1 - 1 | A.D. Isidro Metapán   | San Sebastián          | 19 de abril | 15:00 | No transmitido  |
| C.D. FAS              | 1 - 0 | C.D. Municipal Limeño | Óscar Quiteño          | 19 de abril | 19:00 | Tigo Sports     |
| C.D. Luis Ángel Firpo | 2 - 2 | Sonsonate F.C.        | Sergio Torres          | 19 de abril | 19:00 | No transmitido  |
| Santa Tecla F.C.      | 0 - 1 | C.D. Dragón           | Las Delicias           | 19 de abril | 19:00 | No transmitido  |
| C.D. Chalatenango     | 0 - 0 | C.D. Águila           | José Gregorio Martínez | 19 de abril | 19:00 | No transmitido  |
| Alianza F.C.          | 2 - 0 | C.D. UES              | Cuscatlán              | 19 de abril | 19:15 | Canal 4** 22:00 |

| C.D. Dragón           | 2 - 1 | C.D. Chalatenango     | Municipal de Chapeltique | 22 de abril | 15:00 | No transmitido |
| C.D. UES              | 2 - 1 | C.D. Luis Ángel Firpo | Héroes y Mártires        | 22 de abril | 15:00 | No transmitido |
| C.D. Municipal Limeño | 3 - 1 | Santa Tecla F.C.      | Ramón Flores Berríos     | 22 de abril | 15:30 | No transmitido |
| Sonsonate F.C.        | 1 - 0 | Pasaquina F.C.        | Ana Mercedes Campos      | 22 de abril | 18:30 | No transmitido |
| A.D. Isidro Metapán   | 0 - 1 | C.D. FAS              | Jorge "Calero" Suárez    | 22 de abril | 19:00 | Tigo Sports    |
| Alianza F.C.          | 0 - 1 | C.D. Águila           | Cuscatlán                | 22 de abril | 19:15 | Canal 4        |

| C.D. Luis Ángel Firpo | 1 - 1 | Alianza F.C.          | Sergio Torres          | 29 de abril | 19:00 | Tigo Sports    |
| C.D. UES              | 1 - 0 | Pasaquina F.C.        | Héroes y Mártires      | 29 de abril | 19:00 | Canal 4*       |
| C.D. FAS              | 0 - 1 | Sonsonate F.C.        | Óscar Quiteño          | 29 de abril | 19:00 | No transmitido |
| Santa Tecla F.C.      | 0 - 0 | A.D. Isidro Metapán   | Las Delicias           | 29 de abril | 19:00 | No transmitido |
| C.D. Chalatenango     | 2 - 0 | C.D. Municipal Limeño | José Gregorio Martínez | 29 de abril | 19:00 | No transmitido |
| C.D. Águila           | 0 - 1 | C.D. Dragón           | Cuscatlán              | 29 de abril | 19:00 | Canal 4*       |

NOTAS:

3 Juego reprogramado por compromisos de jugadores de Selección Nacional en amistosos internacionales.
* Transmisión de juego en simultáneo con otro
** Transmisión de juego en horario diferido

### Fase Final

#### Calendario eliminatorio
|  | Cuartos de final                       | Cuartos de final                       | Cuartos de final                       | Cuartos de final                       |   |    | Semifinales                               | Semifinales                               | Semifinales                               | Semifinales                               |  |                     | Final               | Final           | Final           |  |
|  | 3 de mayo (IDA) 6 y 7 de mayo (VUELTA) | 3 de mayo (IDA) 6 y 7 de mayo (VUELTA) | 3 de mayo (IDA) 6 y 7 de mayo (VUELTA) | 3 de mayo (IDA) 6 y 7 de mayo (VUELTA) |   |    | 10 y 11 de mayo (IDA) 14 de mayo (VUELTA) | 10 y 11 de mayo (IDA) 14 de mayo (VUELTA) | 10 y 11 de mayo (IDA) 14 de mayo (VUELTA) | 10 y 11 de mayo (IDA) 14 de mayo (VUELTA) |  |                     | 11 de diciembre     | 11 de diciembre | 11 de diciembre |  |
|  |                                        |                                        |                                        |                                        |   |    |                                           |                                           |                                           |                                           |  |                     |                     |                 |                 |  |
|  |                                        |                                        |                                        |                                        |   |    |                                           |                                           |                                           |                                           |  |                     |                     |                 |                 |  |
|  | 1°                                     | Alianza Fútbol Club                    | 1                                      | 3                                      |   |    |                                           |                                           |                                           |                                           |  |                     |                     |                 |                 |  |
|  | 1°                                     | Alianza Fútbol Club                    | 1                                      | 3                                      |   |    |                                           |                                           |                                           |                                           |  |                     |                     |                 |                 |  |
|  | 8°                                     | Pasaquina Fútbol Club                  | 0                                      | 0                                      |   |    |                                           |                                           |                                           |                                           |  |                     |                     |                 |                 |  |
|  | 8°                                     | Pasaquina Fútbol Club                  | 0                                      | 0                                      |   | 1° | Alianza Fútbol Club                       | 0                                         | 2                                         |                                           |  |                     |                     |                 |                 |  |
|  |                                        |                                        |                                        |                                        |   | 1° | Alianza Fútbol Club                       | 0                                         | 2                                         |                                           |  |                     |                     |                 |                 |  |
|  |                                        |                                        | 4°                                     | Asociación Deportiva Isidro Metapán    | 0 | 0  |                                           |                                           |                                           |                                           |  |                     |                     |                 |                 |  |
|  | 4°                                     | Santa Tecla U17                        | 4°                                     | Asociación Deportiva Isidro Metapán    | 0 | 0  | 1                                         | 1                                         |                                           |                                           |  |                     |                     |                 |                 |  |
|  | 4°                                     | Santa Tecla U17                        |                                        |                                        |   |    |                                           |                                           |                                           |                                           |  |                     |                     |                 |                 |  |
|  | 5°                                     | Club Deportivo Luis Ángel Firpo        | 2                                      | 0                                      |   |    |                                           |                                           |                                           |                                           |  |                     |                     |                 |                 |  |
|  | 5°                                     | Club Deportivo Luis Ángel Firpo        | 2                                      | 0                                      |   |    |                                           |                                           |                                           |                                           |  | Alianza Fútbol Club | Alianza Fútbol Club | 0               |                 |  |
|  |                                        |                                        |                                        |                                        |   |    |                                           |                                           |                                           |                                           |  | Alianza Fútbol Club | Alianza Fútbol Club | 0               |                 |  |
|  |                                        |                                        | Santa Tecla Fútbol Club                | Santa Tecla Fútbol Club                | 4 |    |                                           |                                           |                                           |                                           |  |                     |                     |                 |                 |  |
|  | 2°                                     | Club Deportivo Águila                  | Santa Tecla Fútbol Club                | Santa Tecla Fútbol Club                | 4 | 1  | 2                                         |                                           |                                           |                                           |  |                     |                     |                 |                 |  |
|  | 2°                                     | Club Deportivo Águila                  |                                        |                                        |   |    |                                           |                                           |                                           |                                           |  |                     |                     |                 |                 |  |
|  | 7°                                     | Club Deportivo Municipal Limeño        | 1                                      | 2                                      |   |    |                                           |                                           |                                           |                                           |  |                     |                     |                 |                 |  |
|  | 7°                                     | Club Deportivo Municipal Limeño        | 1                                      | 2                                      |   | 2° | Club Deportivo Águila                     | 0                                         | 2                                         |                                           |  |                     |                     |                 |                 |  |
|  |                                        |                                        |                                        |                                        |   | 2° | Club Deportivo Águila                     | 0                                         | 2                                         |                                           |  |                     |                     |                 |                 |  |
|  |                                        |                                        | 3°                                     | Santa Tecla Fútbol Club                | 2 | 3  |                                           |                                           |                                           |                                           |  |                     |                     |                 |                 |  |
|  | 3°                                     | Santa Tecla Fútbol Club                | 3°                                     | Santa Tecla Fútbol Club                | 2 | 3  | 0                                         | 1                                         |                                           |                                           |  |                     |                     |                 |                 |  |
|  | 3°                                     | Santa Tecla Fútbol Club                |                                        |                                        |   |    |                                           |                                           |                                           |                                           |  |                     |                     |                 |                 |  |
|  | 6°                                     | Club Deportivo FAS                     | 0                                      | 0                                      |   |    |                                           |                                           |                                           |                                           |  |                     |                     |                 |                 |  |
|  | 6°                                     | Club Deportivo FAS                     | 0                                      | 0                                      |   |    |                                           |                                           |                                           |                                           |  |                     |                     |                 |                 |  |
|  |                                        |                                        |                                        |                                        |   |    |                                           |                                           |                                           |                                           |  |                     |                     |                 |                 |  |

#### Cuartos de final

##### Serie 1
| 3 de mayo de 2017, 19:15 | Pasaquina F.C. | 0 : 1   | Alianza F.C.         | Estadio Cuscatlán, San Salvador, San Salvador |                            |
|                          |                | Reporte | - 67' Rodolfo Zelaya | Árbitro(s): Elmer Martínez                    | Árbitro(s): Elmer Martínez |

| 7 de mayo de 2017, 15:15 | Alianza F.C.                                                          | 3 : 0   | Pasaquina F.C. | Estadio Cuscatlán, San Salvador, San Salvador |                          |
|                          | - Isaac Portillo 26' - Alexander Larín 38' - Juan Carlos Portillo 83' | Reporte |                | Árbitro(s): Jaime Carpio                      | Árbitro(s): Jaime Carpio |

##### Serie 2
| 3 de mayo de 2017, 15:00 | C.D. Municipal Limeño   | 1 : 1   | C.D. Águila        | Estadio Ramón Flores Berríos, Santa Rosa de Lima, La Unión |                          |
|                          | - Carlos del Giorno 43' | Reporte | - 38' Santos Ortiz | Árbitro(s): Joel Aguilar                                   | Árbitro(s): Joel Aguilar |

| 7 de mayo de 2017, 15:00                                                       | C.D. Águila                            | 2 : 2   | C.D. Municipal Limeño                                 | Estadio Juan Francisco Barraza, San Miguel, San Miguel |                            |
|                                                                                | - Irvin Valdez 25' - James Cabezas 47' | Reporte | - 76' (penal) Oscar Móvil - 90+3' (penal) Oscar Móvil | Árbitro(s): Elmer Martínez                             | Árbitro(s): Elmer Martínez |
| Águila clasifica por ventaja deportiva al obtener mejor posición en el torneo. |                                        |         |                                                       |                                                        |                            |

##### Serie 3
| 3 de mayo de 2017, 19:15                            | C.D. FAS | 0 : 0   | Santa Tecla F.C. | Estadio Óscar Quiteño, Santa Ana, Santa Ana |                             |
|                                                     |          | Reporte |                  | Árbitro(s): German Martínez                 | Árbitro(s): German Martínez |
| Inicio del partido retrasado 45 minutos por lluvia. |          |         |                  |                                             |                             |

| 6 de mayo de 2017, 17:00 | Santa Tecla F.C.        | 1 : 0   | C.D. FAS | Estadio Las Delicias, Santa Tecla, La Libertad |                          |
|                          | - William Canales 90+3' | Reporte |          | Árbitro(s): Joel Aguilar                       | Árbitro(s): Joel Aguilar |

##### Serie 4
| 3 de mayo de 2017, 19:00 | C.D. Luis Ángel Firpo                        | 2 : 1   | A.D. Isidro Metapán  | Estadio Sergio Torres, Usulután, Usulután |                          |
|                          | - César González 45+1' - Pierre Pluchino 76' | Reporte | - 90+1' Romeo Parkes | Árbitro(s): Jaime Carpio                  | Árbitro(s): Jaime Carpio |

| 6 de mayo de 2017, 19:00                                                               | A.D. Isidro Metapán       | 1 : 0   | C.D. Luis Ángel Firpo | Estadio Jorge "Calero" Suárez, Metapán, Santa Ana |                          |
|                                                                                        | - Odir Flores 84' (penal) | Reporte |                       | Árbitro(s): Marlon Mejía                          | Árbitro(s): Marlon Mejía |
| Isidro Metapán clasifica por ventaja deportiva al obtener mejor posición en el torneo. |                           |         |                       |                                                   |                          |

#### Semifinales

##### Semifinal 1
| 11 de mayo de 2017, 19:00 | A.D. Isidro Metapán | 0 : 0   | Alianza F.C. | Estadio Jorge "Calero" Suárez, Metapán, Santa Ana |                            |
|                           |                     | Reporte |              | Árbitro(s): Elmer Martínez                        | Árbitro(s): Elmer Martínez |

| 14 de mayo de 2017, 15:15 | Alianza F.C.                              | 2 : 0   | A.D. Isidro Metapán | Estadio Cuscatlán, San Salvador, San Salvador |                             |
|                           | - Rodolfo Zelaya 9' - Alexander Larín 13' | Reporte |                     | Árbitro(s): German Martínez                   | Árbitro(s): German Martínez |

##### Semifinal 2
| 10 de mayo de 2017, 17:00 | Santa Tecla F.C.                       | 2 : 0   | C.D. Águila | Estadio Las Delicias, Santa Tecla, La Libertad |                          |
|                           | - Juan Barahona 24' - Gerson Mayén 29' | Reporte |             | Árbitro(s): Marlon Mejía                       | Árbitro(s): Marlon Mejía |

| 14 de mayo de 2017, 15:00 | C.D. Águila                                    | 2 : 3   | Santa Tecla F.C.                                            | Estadio Juan Francisco Barraza, San Miguel, San Miguel |                           |
|                           | - Álvaro Lizama 4' - James Cabezas 66' (penal) | Reporte | - 11' Ricardinho - 73' Marlon Cornejo - 84' William Canales | Árbitro(s): Jaime Herrera                              | Árbitro(s): Jaime Herrera |

#### Final
| Final Torneo Clausura 2017; 21 de mayo de 2017 | Alianza F.C. | 0 : 4   | Santa Tecla F.C.                                                                 | Estadio Cuscatlán San Salvador, San Salvador,                    |                                                                  |
| 15:00                                          |              | Reporte | 36' Marlon Cornejo · 46' Gerson Mayén · 83' William Canales · 90' Carlos Bueno · | Asistencia: 29 138 espectadores Árbitro(s): Marlon Alfonso Mejía | Asistencia: 29 138 espectadores Árbitro(s): Marlon Alfonso Mejía |

| Información adicional | Información adicional | Información adicional |
| --- | --------------------- | --- |
| Titulares: · 25 Óscar Arroyo · 4 Andrés Flores Jaco 65' · 20 Darío Ferreira 90+1' · 5 Mario Jacobo · 15 Danny Torres · 8 Rodrigo Rivera 46' · 7 Rudy Valencia · 10 Luis Hinestroza 75' · 17 Alexander Larín · 9 Óscar Cerén 45' 61' · 22 Rodolfo Zelaya 90+1' · Suplentes: · 14 Herbert Sosa 46' · 11 Juan Carlos Portillo 61' · 19 Gustavo Guerreño 75' · Director Técnico: · Jorge Zarco Rodríguez |                       | Titulares: · 1 Joel Almeida · 6 Bryan Tamacas · 3 Roberto Domínguez 31' · 7 Iván Mancía 14' · 4 Juan Barahona 42' · 25 Aldair Rivera · 8 Gerson Mayén 46' · 17 Kevin Ayala 45' 80' · 11 Gilberto Baires · 16 Marlon Cornejo 36' 85' · 9 Ricardinho 70' · Suplentes: · 20 Carlos Bueno 70' 90' · 19 William Canales 80' 83' · Director Técnico: · Ernesto Carucha Corti |

|                              |
| Campeón Torneo Clausura 2017 |
| Santa Tecla F.C.             |
| 3º título                    |

## Estadísticas
El periódico especializado en deporte, El Gráfico, otorga al final de cada torneo galardones en reconocimiento al máximo goleador de la fase regular del mismo (Hombre Gol) y al portero menos vencido (Guante de Oro) según los criterios establecidos de participación mínima. Para el presente torneo el paraguayo Javier Lezcano (11 goles) se agenciaría el título de máximo goleador mientras que el arquero de la Selección de fútbol de El Salvador, Benji Villalobos, con un promedio de 0.44 goles por partido (8 goles en 18 participaciones) aseguró la distinción por tercer torneo consecutivo.
La Primera División además hace reconocimiento para el mejor jugador debutante del campeonato en su fase regular, el jugador más disciplinado y el técnico destacado. Para el presente torneo las distinciones fueron para el salvadoreño Gerardo Guirola de 19 años, quien realizó 22 participaciones con su equipo Isidro Metapán acumulando 1639 minutos de juego; como jugador más disciplinado el cuscatleco Wilman Torres de C.D. Luis Ángel Firpo quien no vio amonestaciones ni expulsiones en los 20 juegos que disputó y como técnico destacado el salvadoreño Jorge Humberto Rodríguez quien con una marca de 13 victorias, 5 empates y apenas 4 derrotas, consiguió dirigir a lo más alto de la tabla al Alianza Fútbol Club y clasificarlo nuevamente a la final del torneo junto con la clasificación al torneo continental de la próxima temporada.

### Anotaciones
- Primer gol del torneo:

Anotado por Erick Villalobos para Pasaquina ante Alianza. (J1, 14 de enero)
- Último gol del torneo:

FASE REGULAR: Anotado por René Urrutia para Dragón ante Águila. (J22, 29 de abril).

CAMPEONATO: Anotado por Carlos Bueno para Santa Tecla ante Alianza. (Final, 21 de mayo
- Gol más rápido:

Anotado por Miguel Lemus para la Firpo ante Municipal Limeño, durante el minuto 1. (J7, 12 de febrero)
- Goles más tardíos: Anotados durante del minuto 90+4 por:

1. Carlos Del Giorno para Municipal Limeño ante Isidro Metapán . (J5, 25 de enero)
2. Alejandro Valle para Firpo ante Chalatenango. (J5, 4 de febrero)
3. Óscar Cerén para Alianza ante Pasaquina. (J12, 8 de marzo)
4. Gilberto Baires para Santa Tecla ante FAS. (J6, 9 de marzo)

- Mayor número de goles en un partido: 7 goles.

1. Águila 5 - 2 Firpo. (J1, 15 de enero)
2. Alianza 5 - 2 Municipal Limeño. (J6, 8 de febrero)
3. Santa Tecla 5 - 2 Firpo. (J15, 12 de abril)

- Mayor victoria de un local:

1. Águila 5 - 2 Firpo. (J1, 15 de enero)
2. Alianza 5 - 2 Municipal Limeño. (J6, 8 de febrero)
3. Santa Tecla 5 - 2 Firpo. (J15, 12 de abril)

- Mayor victoria de un visitante:

Sonsonate 1 - 4 Santa Tecla (J12, 12 de marzo)

### Goleadores
Datos según Primera División (enlace roto disponible en Internet Archive; véase el historial, la primera versión y la última)., adicionales por ceroacero.es
| 1.º                                     | Javier Lezcano        | Pasaquina Fútbol Club                     | 11 | 3 | 20 | 0.55 |
| 2.°                                     | Bladimir Díaz         | Club Deportivo Chalatenango               | 10 | 2 | 14 | 0.71 |
| 2.°                                     | Rodolfo Zelaya        | Alianza Fútbol Club                       | 10 | 2 | 19 | 0.53 |
| 4.º                                     | James Cabezas         | Club Deportivo Águila                     | 9  | 0 | 20 | 0.45 |
| 5.°                                     | Cristian Gil Mosquera | Club Deportivo Universidad de El Salvador | 8  | 1 | 18 | 0.44 |
| 5.°                                     | Nicolás Muñoz         | Club Deportivo Luis Ángel Firpo           | 8  | 1 | 20 | 0.4  |
| 7.°                                     | Gerson Mayén          | Santa Tecla Fútbol Club                   | 7  | 0 | 16 | 0.44 |
| 7.°                                     | Harold Alas           | Club Deportivo Universidad de El Salvador | 7  | 0 | 20 | 0.35 |
| 7.°                                     | Óscar Cerén           | Alianza Fútbol Club                       | 7  | 1 | 21 | 0.33 |
| 10.°                                    | Oscar Móvil           | Club Deportivo Municipal Limeño           | 6  | 0 | 14 | 0.43 |
| 10.°                                    | Juan Carlos Portillo  | Alianza Fútbol Club                       | 6  | 1 | 17 | 0.35 |
| 10.°                                    | Pierre Pluchino       | Club Deportivo Luis Ángel Firpo           | 6  | 1 | 19 | 0.32 |
| 10.°                                    | Edwin Sánchez         | Club Deportivo Universidad de El Salvador | 6  | 2 | 19 | 0.32 |
| 10.°                                    | Zé Paulo              | Sonsonate Fútbol Club                     | 6  | 0 | 22 | 0.27 |
| 10.°                                    | Williams Reyes        | Club Deportivo Chalatenango               | 6  | 2 | 22 | 0.27 |
| 14.°                                    | Alan Murialdo         | Club Deportivo FAS                        | 5  | 0 | 15 | 0.33 |
| 14.°                                    | Carlos Bueno          | Santa Tecla Fútbol Club                   | 5  | 1 | 15 | 0.33 |
| 14.°                                    | Elman Rivas           | Sonsonate Fútbol Club                     | 5  | 5 | 16 | 0.31 |
| 14.°                                    | Herbert Sosa          | Alianza Fútbol Club                       | 5  | 1 | 18 | 0.28 |
| 14.°                                    | Georgie Welcome       | Club Deportivo Dragón                     | 5  | 2 | 18 | 0.28 |
| 14.°                                    | Danilo Peinado        | Club Deportivo Águila                     | 5  | 1 | 20 | 0.25 |
| 14.°                                    | Marlon Cornejo        | Pasaquina Fútbol Club                     | 5  | 0 | 21 | 0.24 |
| 14.°                                    | Miguel Lemus          | Club Deportivo Luis Ángel Firpo           | 5  | 0 | 21 | 0.24 |
| Última actualización: 2 de mayo de 2017 |                       |                                           |    |   |    |      |

### Porteros menos vencidos
Datos según ceroacero.es.
| 1.º                                     | Benji Villalobos | Club Deportivo Águila                     | 0.44 | 8  | 18 |
| 2.º                                     | Walter López     | Pasaquina Fútbol Club                     | 0.73 | 11 | 15 |
| 3.º                                     | Joel Almeida     | Santa Tecla Fútbol Club                   | 0.87 | 13 | 15 |
| 4.°                                     | Óscar Pleitez    | Asociación Deportiva Isidro Metapán       | 0.9  | 18 | 20 |
| 5.º                                     | Matías Coloca    | Club Deportivo FAS                        | 1    | 20 | 20 |
| 5.º                                     | Óscar Arroyo     | Alianza Fútbol Club                       | 1    | 19 | 19 |
| 5.º                                     | Héctor Ramírez   | Club Deportivo Universidad de El Salvador | 1    | 11 | 11 |
| 8.º                                     | Julio Martínez   | Club Deportivo Luis Ángel Firpo           | 1.27 | 14 | 11 |
| 9.º                                     | Manuel González  | Club Deportivo Dragón                     | 1.32 | 25 | 19 |
| 10.º                                    | Abiel Aguilera   | Club Deportivo Municipal Limeño           | 1.44 | 23 | 16 |
| 11.º                                    | Luis Contreras   | Sonsonate Fútbol Club                     | 1.62 | 21 | 13 |
| 12.º                                    | Rafael Ponzo     | Club Deportivo Universidad de El Salvador | 1.91 | 21 | 11 |
| Última actualización: 2 de mayo de 2017 |                  |                                           |      |    |    |

NOTA: Únicamente se tienen en cuenta porteros que hayan participado en al menos la mitad de los encuentros disputados por su equipo.

### Equipo ideal[21]
Elegido por el panel de periodistas deportivos de El Diario de Hoy según la evaluación de su rendimiento durante la fase regular del torneo. Participan únicamente los jugadores que disputaron al menos 15 minutos en un mínimo de 11 partidos con su equipo.
| Portero                                       | Defensores                                                                                     | Mediocampistas | Delanteros                        |
| --------------------------------------------- | ---------------------------------------------------------------------------------------------- | --- | --------------------------------- |
| Benji Villalobos (C.D. Águila)                | Ayukokata També (A.D. Isidro Metapán) Néstor Renderos (C.D. FAS) Darío Ferreira (Alianza F.C.) | Narciso Orellana (A.D. Isidro Metapán) Miguel Lemus (C.D. Luis Ángel Firpo) Edwin Sánchez (C.D. UES) Gerson Mayén (Santa Tecla F.C.) Óscar Cerén (Alianza F.C.) Odir Flores (A.D. Isidro Metapán) | Bladimir Díaz (C.D. Chalatenango) |
| Técnico: Jorge Zarco Rodríguez (Alianza F.C.) |                                                                                                | |                                   |

### Estadísticas de Goles por Jornada
| Jornada    | Goles · | Autogoles · | Penaltis (transformados) · |
| Jornada 1  | 18      | 0           | 1 (1) – 100.0%             |
| Jornada 2  | 22      | 0           | 4 (4) – 100.0%             |
| Jornada 3  | 19      | 0           | 2 (2) – 100.0%             |
| Jornada 4  | 12      | 1           | 1 (1) – 100.0%             |
| Jornada 5  | 17      | 0           | 1 (1) – 100.0%             |
| Jornada 6  | 20      | 0           | 3 (3) – 100.0%             |
| Jornada 7  | 18      | 0           | 5 (5) – 100.0%             |
| Jornada 8  | 18      | 0           | 3 (2) – 66.67%             |
| Jornada 9  | 19      | 0           | 2 (2) – 100.0%             |
| Jornada 10 | 16      | 1           | 2 (1) – 50.00%             |
| Jornada 11 | 12      | 0           | 1 (1) – 100.0%             |
| Jornada 12 | 11      | 1           | 2 (2) – 100.0%             |
| Jornada 13 | 11      | 0           | 0 (0)                      |
| Jornada 14 | 12      | 1           | 3 (0) – 00.00%             |
| Jornada 15 | 17      | 0           | 1 (1) – 100.0%             |
| Jornada 16 | 19      | 1           | 3 (2) – 66.67%             |
| Jornada 17 | 15      | 0           | 2 (2) – 100.0%             |
| Jornada 18 | 3       | 0           | 0 (0)                      |
| Jornada 19 | 20      | 0           | 3 (3) – 100.0%             |
| Jornada 20 | 10      | 0           | 2 (2) – 100.0%             |
| Jornada 21 | 12      | 1           | 1 (1) – 100.0%             |
| Jornada 22 | 6       | 1           | 0 (0)                      |
| TOTALES    | 327     | 7           | 43 (36) – 83.72%           |
| PROMEDIO   | 14.86   | 0.318       | 1.95 (1.64)                |
| ---------- | ------- | ----------- | -------------------------- |